# Salina celebensis
Salina celebensis är en urinsektsart som först beskrevs av Schaeffer 1898.  Salina celebensis ingår i släktet Salina och familjen Paronellidae. Inga underarter finns listade i Catalogue of Life.